# Gisela de Borgonya (comtessa de Savoia)
Gisela de Borgonya (c.1075 - c.1133) va ser comtessa consort de Savoia i posteriorment marquesa consort de Montferrat. Era filla de Guillem I de Borgonya, comte de Borgonya i de Mâcon, i d'Estefania de Borgonya.
Es va casar amb cap al 1090 amb Humbert II, comte de Savoia i de Mauriena. D'aquesta unió nasqueren:
- Adelaida de Savoia, amb el rei Lluís VI de França
- Amadeu III de Savoia, comte de Savoia
- Guillem de Savoia
- Humbert de Savoia
- Guiu de Savoia, abat de Namur
- Reginald de Savoia, prepòsit a l'abadia de Sant Maurici d'Agaune
- Agnès de Savoia, casada amb Arquimbald VII de Borbó, senyor de Borbó.

Quan el comte Humbert va morir l'octubre de 1103, es va organitzar un consell al voltant de la comtessa, amb el bisbe de Mauriena, Conó I, el comte de Ginebra, Aimó I i el gran senyor Guiu de Miribel. Gisela, no obstant això, es converteix en la regent del comtat. El seu fill, Amadeu, restarà sota l'autoritat del comte Aimó I de Ginebra, que és nomenat tutor.
Posteriorment es tornà a casar amb Renyer de Montferrat, marquès de Montferrat. Van tenir diferents fills:
- Joana, casada amb Guillem Cliton, comte de Flandes
- Guillem V de Montferrat, que el va succeir en el títol de marquès.
- Matilda, que es va casar amb Albert Zueta, marquès de Parodi.
- Adalasia, monja.
- Una possible filla anomenada Isabel, casada amb Guiu, comte de Biandrate (però és possible que es tracti d'un segon matrimoni de Joana).